# Константин Григоров
Константин Григоров Григоров е български офицер, генерал-майор и юрист, участник в Балканската (1912 – 1913) и Междусъюзническата война (1913), председател на полевия военен съд на 4-та пехотна преславска дивизия през Първата световна война (1915 – 1918).

## Биография
Константин Григоров е роден на 28 декември 1878 г. в Търново, Княжество България. През 1899 г. завършва в 20-и випуск на Военното на Негово Княжеско Височество училище и е произведен чин подпоручик. През 1903 г. е произведен в чин поручик, а през 1907 в чин капитан.
Капитан Константин Григоров взема участие в Балканската (1912 – 1913) и Междусъюзническата война (1913), като ан 14 юли 1913 г. е произведен в чин майор. По време на Първата световна война (1915 – 1918) майор Григоров отново е мобилизиран и е назначен за председател на полевия военен съд на 4-та пехотна преславска дивизия, за която служба съгласно заповед № 355 от 1921 г. „за отличия и заслуги през втория период на войната“ е награден с Народен орден „За военна заслуга“, IV степен, на военна лента.
На 5 октомври 1916 г. е произведен в чин подполковник. След войната, на 1 април 1919 г. е произведен в чин полковник, през 1924 г. е назначен за началник на военно-съдебна част. На 5 май 1930 г. е произведен в чин генерал-майор и уволнен от служба. По време на военната си кариера служи в 1-ви артилерийски полк, 4-ти артилерийски полк и като следовател в Русенския военен съд. На 5 март 1939 г. о. з. генерал Григоров е избран за подпредседател на Великотърновската дружба „Трапезица“.

## Семейство
Константин Григоров е женен и има 2 деца.

## Военни звания
- Подпоручик (1899)
- Поручик (1903)
- Капитан (1907)
- Майор (14 юли 1913)
- Подполковник (5 октомври 1916)
- Полковник (1 април 1919)
- Генерал-майор (5 май 1930)

## Награди
- Народен орден „За военна заслуга“, IV степен, на военна лента (1921)

## Образование
- Военно на Негово Княжеско Височество училище (до 1899)
- Военна академия